# Irma Duczyńska
Irma Duczyńska, także: Dutczyńska (ur. 27 stycznia 1869 we Lwowie, zm. 19 stycznia 1932 w Wiesneck k. Fryburga Bryzgowijskiego) – malarka.
Była wnuczką Edwarda Duczyńskiego (1825–1861), oficera armii austriackiej, rysownika i akwarelisty.
Studiowała na Akademii Sztuk Pięknych w Wiedniu u Heinricha Leflera (1863-1919) i Ferdinanda Andri (1871-1956). Od roku 1901 uczestniczyła w wiedeńskich wystawach malarstwa.
W latach 1909–1914 prowadziła szkołę malarstwa dla kobiet „Malschule Irma von Duczynska und Imre Simai” na której wykładali rzeźbiarz i malarz Imre Simay (1874-1955) oraz rzeźbiarka Elsa Köveshari-Kalmar (1875–1956) która zajmowała się też nauczaniem dzieci w wieku 6–14 lat.
Zapadła na gruźlicę i zamieszkała w Grecji, potem w Rzymie. W roku 1915 powróciła do Wiednia by studiować u filozofa Rudolfa Steinera. Ze względu na warunki wojenne przeniosła się 1915 do Monachium, gdzie założyła niewielką pracownię. Wskutek pogarszającego się stanu zdrowia leczyła się od 1931 w sanatorium w Wiesneck, gdzie wkrótce zmarła.
Jej siostra Helena była również malarką.

## Galeria

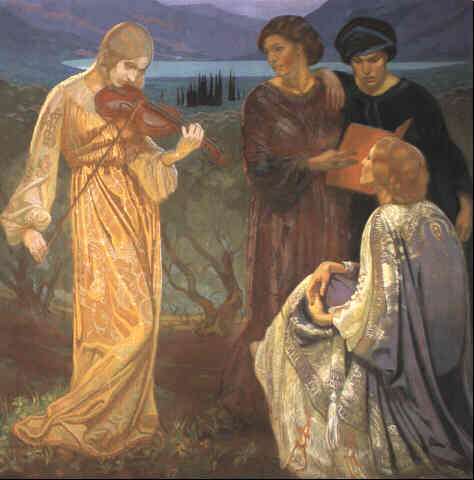
Harmonia
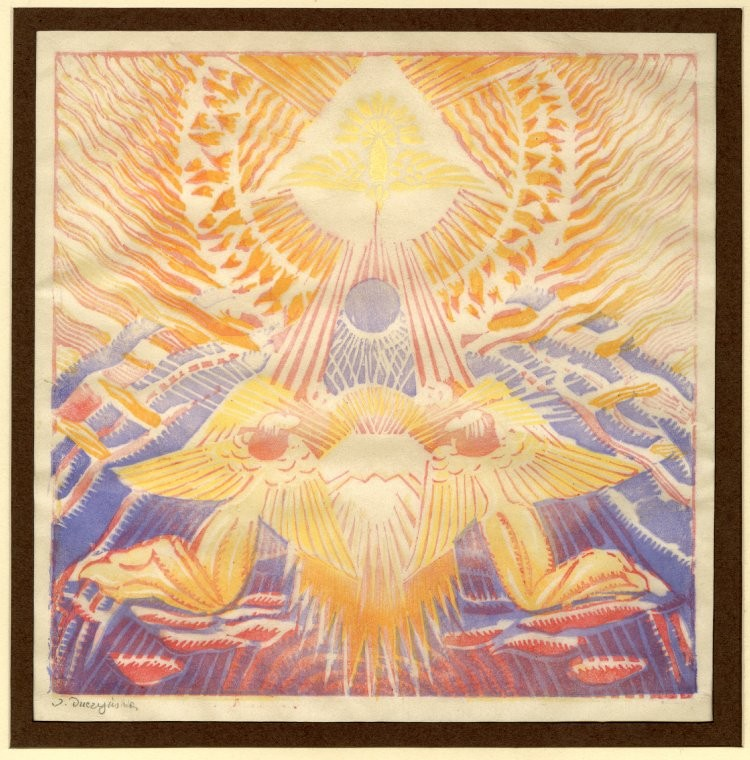
Percival
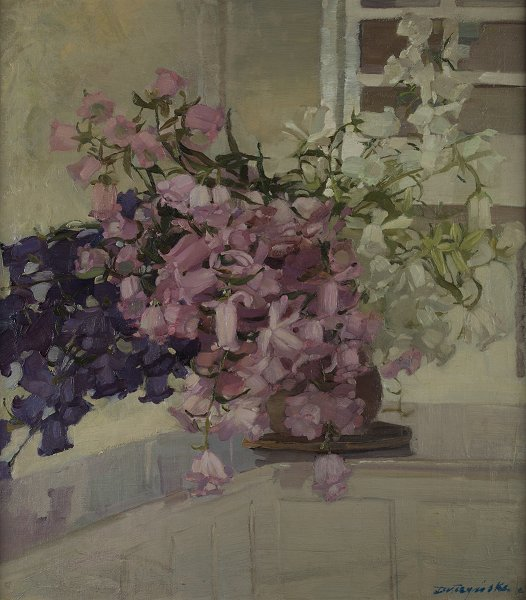
Kwiaty
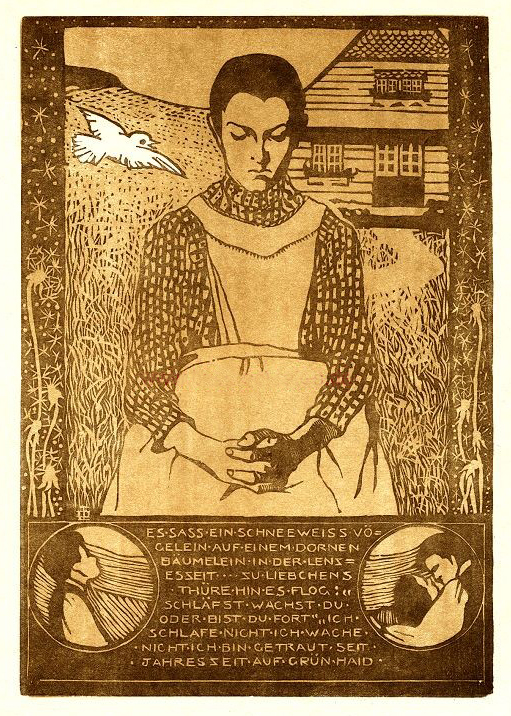
Chłopka z białym ptakiem